# Немирівська Таїсія Федотівна
Таї́сія Федо́тівна Немирівська (21 жовтня 1942, Кіровоградщина — 7 січня 2016) — українська громадська діячка, мистецтвознавець, майстер народної творчості з розпису кераміки.
Закінчила Косівське училище декоративно-прикладного мистецтва, Чернівецький педагогічний університет (філологічний факультет) та аспірантуру Інституту літератури НАН України.
Працювала в художніх майстернях Кіровограда, на Уманській фабриці художніх виробів, у музеї
М. Коцюбинського в Чернігові, в обласному будинку народної творчості, вчителем у чернігівських школах.
Займалася громадською роботою, насамперед — з вивчення народної творчості, працювала разом з відомими політичними й громадськими діячками — Надією Суровцовою, Михайлиною Коцюбинською, Елеонорою Соловей та іншими учасниками дисидентського руху, котрі, як і сама мистецтвознавець, зазнали й дискримінації, й переслідувань.